# Saumur
Saumur és un municipi francès, situat al departament de Maine i Loira i a la regió del País del Loira. L'any 1999 tenia 29.857 habitants.
La població és coneguda per allotjar l'Escola Nacional d'Equitació de França.
Així com els museus dels blindats i de la cavalleria.

## Fills il·lustres
- René Milleran (1655- aprox. 1713), lingüista i llaütista.